# Négation des attentats du 7 octobre 2023
Depuis l'attaque du Hamas contre Israël d'octobre 2023, déclenchant la guerre de Gaza, de nombreuses théories du complot se sont répandues, principalement sur les réseaux sociaux, centrées sur l'argument selon lequel les attaques ou des éléments de ces attaques ont été falsifiés ou exagérés.

## Contexte
Le 7 octobre 2023, les forces combattantes palestiniennes dirigées par le Hamas coordonnent de multiples incursions armées depuis la bande de Gaza vers l'enveloppe de Gaza dans le sud d'Israël, la première invasion du territoire israélien depuis la guerre israélo-arabe de 1948. À la suite d’une vague d’attaques de roquettes contre Israël, des combattant franchissent la barrière entre Gaza et Israël, attaquant des bases militaires israéliennes et commettant de multiples massacres sur ce territoire. Au total, 1 139 personnes sont tuées dans les attaques et environ 250 prises en otages dans la bande de Gaza, marquant le début de la crise des otages israéliens. Le déroulement des attaques fut bien documenté, les combattants enregistrant largement leurs actions avec des caméras corporelles.
Néanmoins, plusieurs rapports démentis et contestés sur les atrocités commises lors des attaques sont décrits par Haaretz comme fournissant des « munitions » aux négationnistes. Certaines atrocités rapportées, attribuées à des combattants palestiniens, s'avéreront fausses par la suite, parmi lesquelles le meurtre ou la décapitation présumés de bébés et l'immolation vive de victimes,[réf. non conforme],. L’ampleur des violences sexuelles perpétrées par les terroristes, ou la question de savoir s’il y a eu un recours à la violence sexuelle comme arme lors des attaques, fait également l’objet d’intenses débats et controverses,,[réf. non conforme],. En outre, selon Ynet, une « quantité immense et complexe » d’incidents de tirs amis s’est produite pendant les attaques, ; Israël a probablement également appliqué la directive Hannibal, entraînant la mort de certains otages pendant leur transport dans la bande de Gaza,,.

## Propagation de la théorie du complot
La diffusion de faussetés et de récits trompeurs contestant la responsabilité du Hamas, ou d’affirmations minimisant les violences survenues, commencent à se propager après l’attaque,. Parmi les affirmations largement rapportées, la plupart visent les forces de défense israéliennes (FDI), accusées d'avoir entièrement mis en scène les attaques pour justifier une invasion de la bande de Gaza, ou la majorité des Israéliens tués lors des attaques l'ont été par les soldats eux-mêmes.
Selon Shayan Sardarizadeh, expert en désinformation de BBC Verify, le « récit négationniste » selon lequel « Israël aurait tué ses propres civils ; le Hamas n'ayant aucune responsabilité dans les attaques du 7 octobre » devient « malheureusement prédominant en ligne ». Certains incidents de tirs amis par des soldats de Tsahal et des équipes de sécurité du kibboutz contre des civils tentant de fuir ou capturés et amenés à Gaza lors des attaques du 7 octobre seront corroborés plus tard,.
Les chercheurs voient des parallèles avec la désinformation entourant les attentats du 11 septembre, dont certains groupes marginaux affirment qu'ils ont été perpétrés par l'agence de renseignement israélienne Mossad. Selon Joel Finkelstein, du Network Contagion Research Institute (en), il existe un « public bien ancré souhaitant nier les atrocités commises contre les Juifs et d'alimenter l'idée qu'ils sont secrètement derrière tout cela ». Les tentatives visant à imputer la responsabilité d'Israël aux attentats du 7 octobre s'inscrivent dans une stratégie plus large des extrémistes antisémites visant à saper la souffrance juive.
Ces affirmations sont trouvées sur Internet, notamment sur le sous-forum Reddit « LateStageCapitalism » et dans des publications critiques envers Israël telles que Electronic Intifada et The Grayzone. Ils sont également popularisés par les négationnistes de l’Holocauste d’extrême droite et par les théoriciens du complot. Ces allégations sont fondées sur des preuves soigneusement sélectionnées pour véhiculer des récits trompeurs. Un groupe de messagerie instantanée Telegram, qui a également partagé du contenu et des conspirations relatives à la politique étrangère et à la pandémie de COVID-19 et qui compte près de 3 000 personnes en janvier 2024, a diffusé du contenu et des conspirations accusant Israël de l'attaque.
En mars 2024, la société israélienne CyberWell, qui utilise l'intelligence artificielle pour surveiller, analyser et combattre l'antisémitisme sur les réseaux sociaux, rapporte avoir trouvé environ 135 publications distinctes (consultées par plus de 15 millions d'utilisateurs) niant les attentats du 7 octobre. Près de la moitié des publications identifiées proviennent de Twitter, les autres étant publiées sur Facebook, TikTok et Instagram.

## Réponses
Le Hamas lui-même assume l’entière responsabilité de sa direction des attaques du 7 octobre,,. En janvier 2024, le groupe publie un rapport sur les attaques intitulé « Notre récit », qui affirme que sa branche armée, les brigades al-Qassam, a évité de viser des civils, mais admet avoir fait « certaines fautes » en raison du chaos général et de l'effondrement rapide des défenses israéliennes.
Emerson Brooking, du Digital Forensic Research Lab de l'Atlantic Council, compare le déni des attentats du 7 octobre à la négation de la Shoah. Selon lui, les extrémistes s'efforceront d'attirer les personnes préoccupées par la crise humanitaire dans la bande de Gaza vers des informations trompeuses et des théories du complot, et qu'une « réécriture de l'histoire » est en cours.
Jennifer V. Evans (en) lia également le négationnisme entourant le 7 octobre à la négation de la Shoah.
Gideon Levy compare la négation du 7-Octobre à la négation de la Nakba (en), où de nombreux Israéliens nient les atrocités que leur pays a infligées aux Palestiniens lors de la création d'Israël. Selon Levy, de nombreux Israéliens nient également les meurtres de civils lors de l’invasion israélienne de la bande de Gaza.
La négation de la Nakba et des attentats du 7 octobre doit être combattu par l’éducation, affirme Gil Gan-Mor.

### Loi contre la négation
Le 5 février 2024, la Commission ministérielle israélienne des affaires législatives approuve un projet de loi visant à pénaliser la négation des attentats du 7 octobre, en prévoyant jusqu’à cinq ans de prison pour de tels actes. Le projet de loi, initié par le député d'Israel Beytenou Oded Forer, vise les individus niant l'existence du massacre ou tentent de justifier, de louer ou de soutenir les actes commis pendant l'événement. L'Association des droits civiques en Israël déclare que la loi aura un « effet dissuasif sur la liberté d'expression »,.